# Алі Джаббарі
Алі Джаббарі (перс. علی جباری, нар. 20 липня 1946, Тегеран) — іранський футболіст, що грав на позиції півзахисника за клуби «Рах Ахан» і «Тадж», а також національну збірну Ірану, у складі якої — дворазовий володар Кубка Азії з футболу. 

## Клубна кар'єра
У дорослому футболі дебютував 1963 року виступами за команду «Рах Ахан», в якій провів два сезони. 
Своєю грою за цю команду привернув увагу представників тренерського штабу клубу «Тадж», до складу якого приєднався 1965 року. Відіграв за тегеранську команду наступні одинадцять сезонів своєї ігрової кар'єри. Двічі, у 1971 і 1975 роках, ставав у її складі чемпіоном Ірану.
Завершував ігрову кар'єру у рідному «Рах Ахан»і, за який виступав протягом 1976—1977 років.

## Виступи за збірну
1965 року дебютував в офіційних матчах у складі національної збірної Ірану.
1968 року допоміг своїй збірній уперше в її історії стати чемпіоном Азії на домашньому для неї тогорічному Кубку Азії. За чотири роки, на Кубку Азії 1972 в Таїланді, здобув свій другий титул континентального чемпіона. Того ж 1972 року був учасником футбольного турніру на тогорічних Олімпійських іграх. 
Загалом протягом кар'єри у національній команді, яка тривала 10 років, провів у її формі 37 матчів, забивши 10 голів.

## Титули і досягнення
- Володар Кубка Азії: 1968, 1972
- Переможець Азійських ігор: 1974
- Срібний призер Азійських ігор: 1966